# Micronème
 (février 2016).
Si vous disposez d'ouvrages ou d'articles de référence ou si vous connaissez des sites web de qualité traitant du thème abordé ici, merci de compléter l'article en donnant les références utiles à sa vérifiabilité et en les liant à la section « Notes et références ».

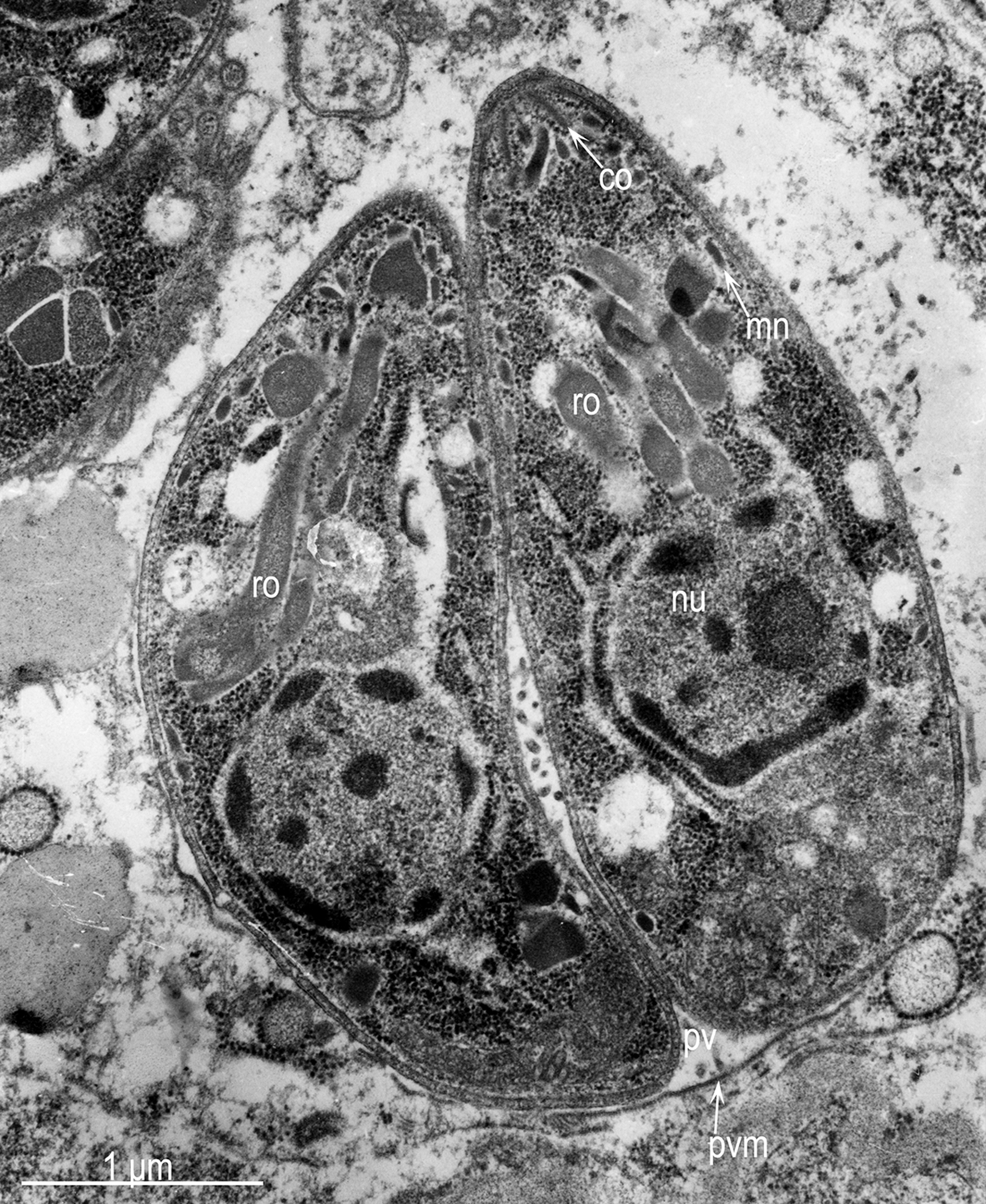
Tachyzoites de Toxoplasma gondii, microscopie électronioque à transmission. Micronème : mn (cliquer pour agrandir)

Les micronèmes sont des organites constitutifs de certains protozoaires. On en retrouve dans la forme merozoïte de Plasmodium falciparum.
Ils se situent en général au niveau du complexe apical et adoptent une forme en bâtonnet, entourés d'une membrane.